# St. Jürgen (Kiel)

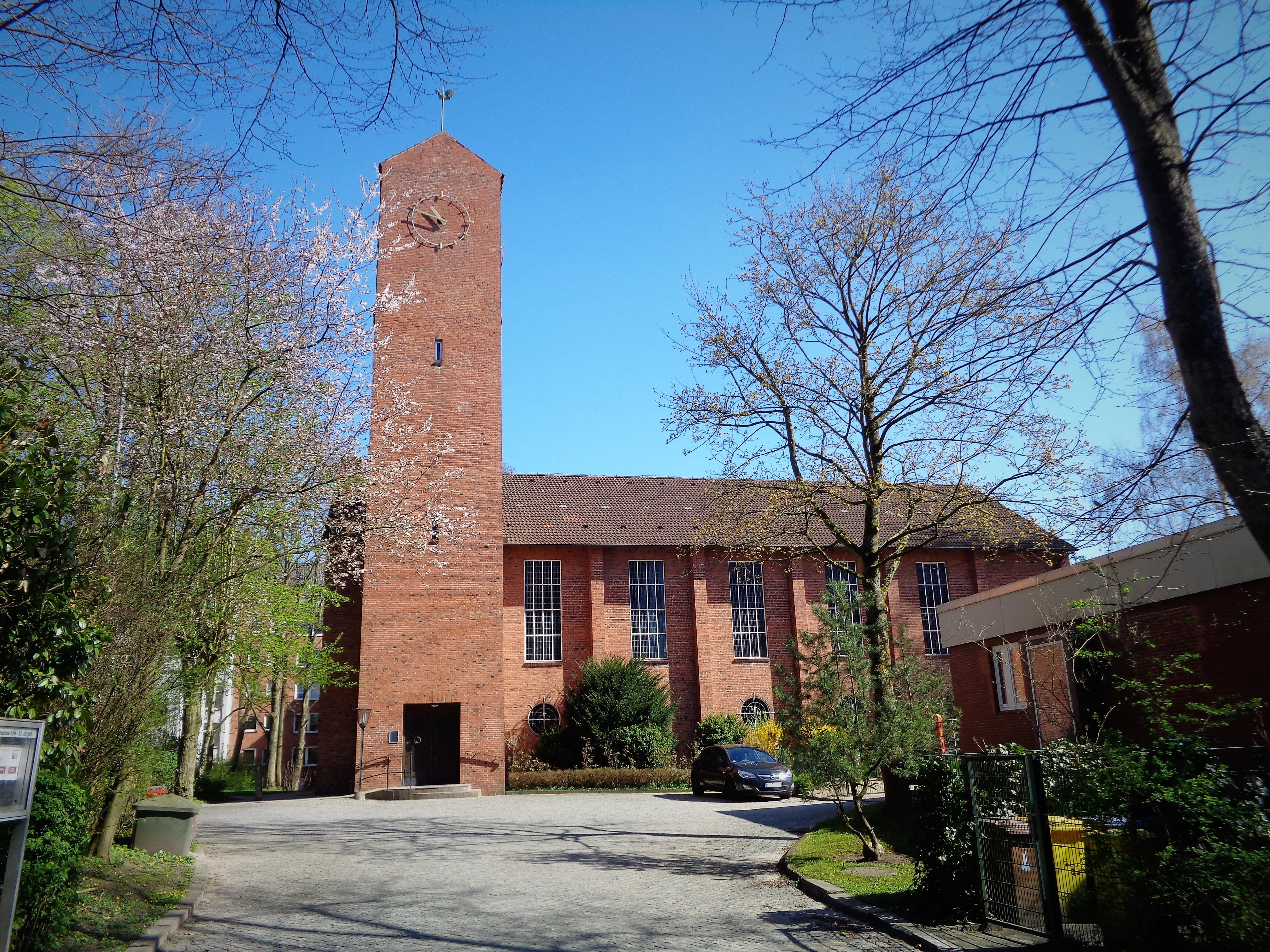
St. Jürgen von der Südseite

St. Jürgen (nach dem Heiligen Georg) heißt eine 1954 erbaute Kirche im Kieler Stadtteil Kiel-Südfriedhof. Das eingetragene Kulturdenkmal steht im Königsweg 78. Es hatte mehrere Vorgängerbauten und befindet sich in Nachbarschaft zum alten jüdischen Friedhof.

## Geschichte

### St.-Jürgen-Kloster und Kapelle
Die erste Erwähnung von St. Jürgen in Kiel findet sich 1267 im Stadtbuch. Darin wird ein Leprosorium unter dem Patrozinium des Heiligen und Nothelfers Georg (Niederdeutsch Jürgen) mit Namen St.-Jürgen-Kloster angegeben, das zwölf Plätze hatte und damals weit vor der Stadt lag. Aus der Zeit vor 1366 stammt die erste Erwähnung für einen Kaplan der St.-Jürgen-Kapelle. Mit dem Rückgang der Lepra wurde das Kloster ab 1400 zu einer Armenanstalt mit klösterlichen Lebensregeln.
1530 ließ Klaus Grimm eine Glocke gießen, die in den Kieler St.-Jürgen-Kapellen und -kirchen bis 1954 hing und dann zum Stadtkloster im Harmsweg verbracht wurde. Die Inschrift lautet: Clawes Ghrim leth mi gheten anno dm. MCCCCCXXX.
Nach der Reformation bildete das St.-Jürgen-Armenhaus zusammen mit dem säkularisierten Franziskanerkloster, dem Heiligengeistspital und dem sogenannten Neugasthaus eine Gruppe von vier kleinen städtischen Fürsorgeeinrichtungen. Das großzügige Vermächtnis von Henriette Friederica von Ellendsheim ermöglichte die Zusammenlegung der Einrichtungen:
1821/1822 wurde ein eingeschossiger Neubau auf der St.-Jürgen-Wiese errichtet, das den Namen Kieler Stadtkloster erhielt. Das Gebäude lag am Sophienblatt zwischen Ringstraße und Raiffeisenstraße, heute das Gelände von Bahnhof und Busbahnhof.
Ab 1793 wurde der Friedhof des Hospitals Richtung Süden erweitert. Er trug seit der Eröffnung des Südfriedhofs 1869 den Namen St.-Jürgen-Friedhof.
Der Bau von 1821/1822 wurde 1865 um ein zweites Obergeschoss und einen Turm erweitert. 1909 musste er einer Erweiterung des Kieler Hauptbahnhofs weichen. An der Harmsstraße zwischen Schützenwall und Zastrowstraße wurde für die Bewohner ein neues Gebäude errichtet. Der Turm zog ebenfalls dorthin um, wurde aber im Zweiten Weltkrieg zerstört.
Die Kapelle stand gegenüber der Einmündung der Ringstraße ins Sophienblatt. Sie erwies sich für die wachsende Südstadt als zu klein und wurde 1902 für einen Neubau abgerissen.

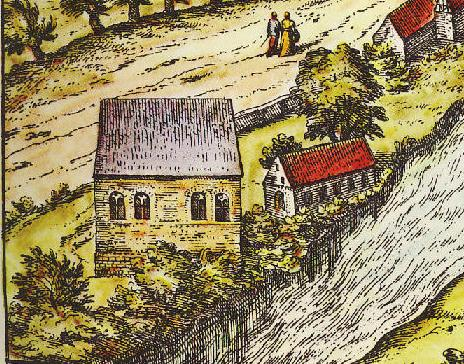
St.-Jürgen-Kapelle auf der Historische Stadtansicht Kiels von 1588
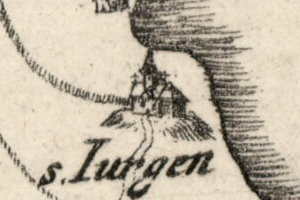
Erwähnung auf einer Karte von 1665
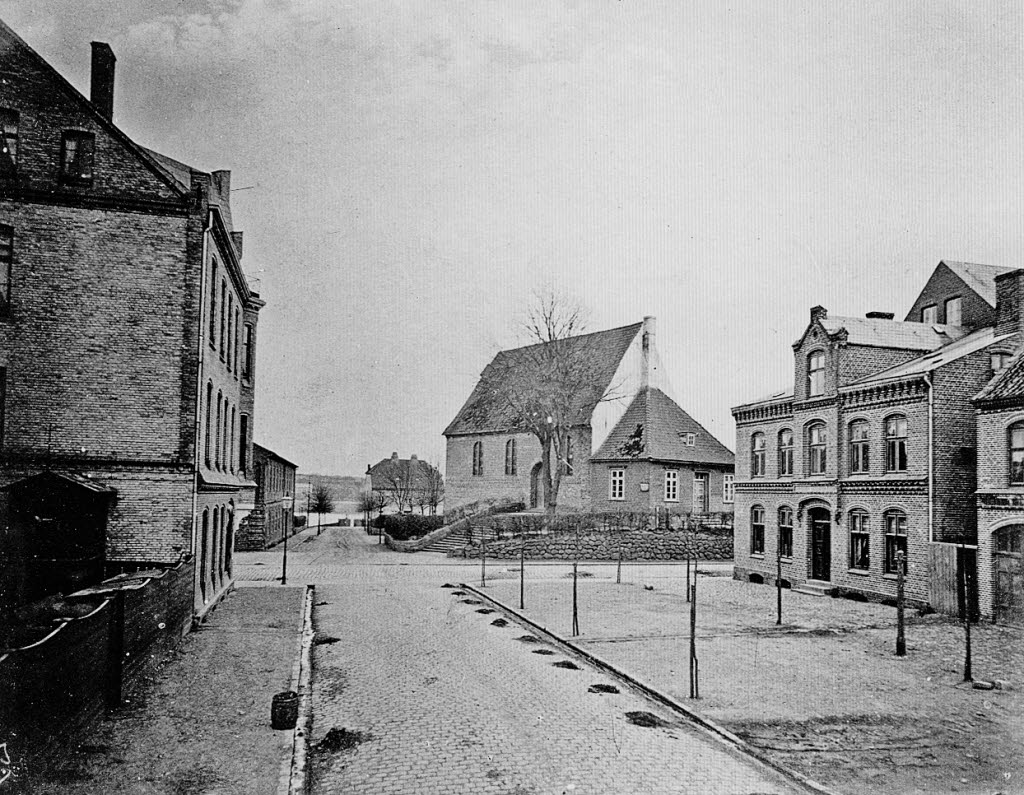
Kapelle um 1880
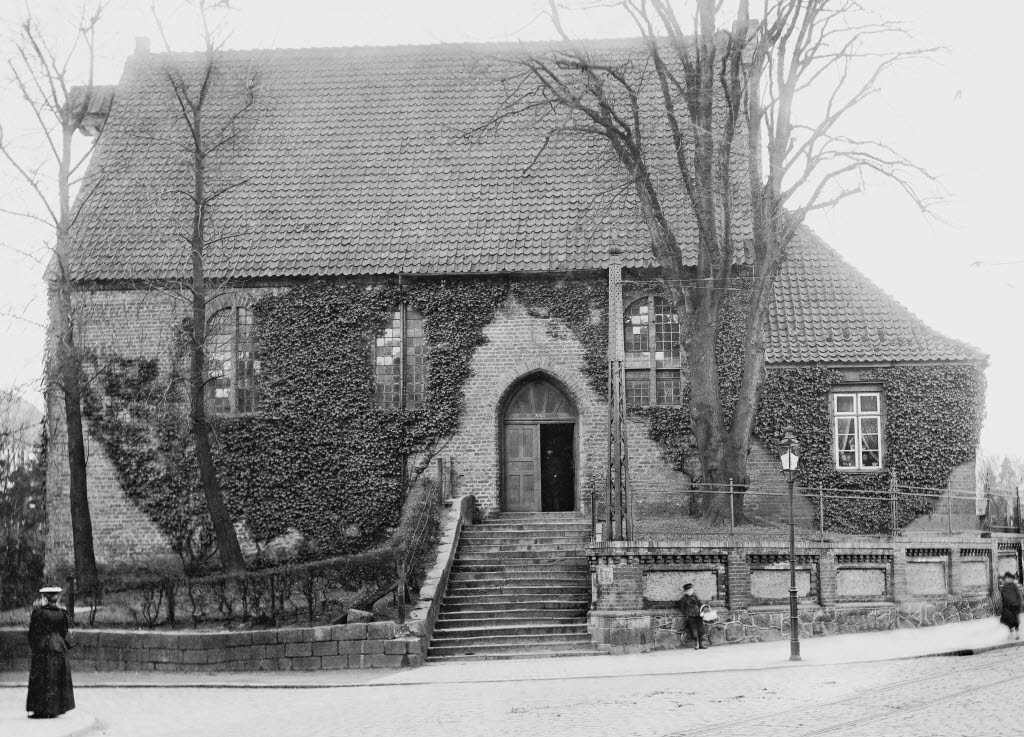
Kapelle um 1900
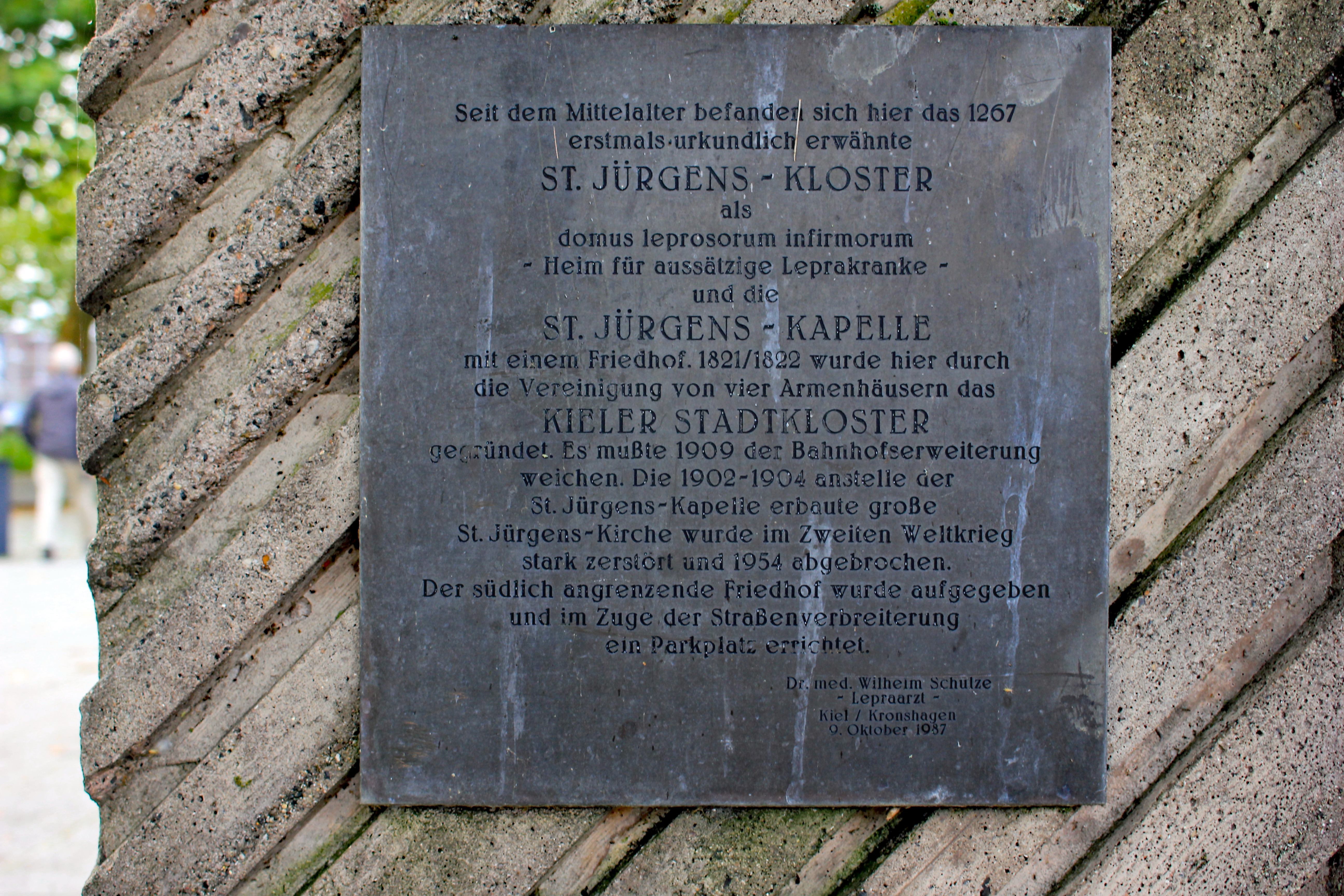
Memorial des St.-Jürgen-Klosters am Hauptbahnhof

### Die Kirche von 1904

Plan der Kirche
① = Eingangsbereich unter dem Kirchturm ② = große Eingangshalle ③ = kleine Eingangshalle ④ = Sakristei

Der sehr viel größere Neubau der St.-Jürgens-Kirche in neoromanischen Formen wurde am 10. November 1904 eingeweiht. Der Architekt war Wilhelm Voigt. Zeitgenössische Berichte heben hervor, dass auf Rechnung der ev.-luth. Kirchengemeinde 2483 Liter Kaffee an die beim Bau der St.-Jürgens-Kirche beschäftigten Leute verabfolgt wurden, um dem Alkoholgenuss auf der Baustelle entgegenzuwirken. Mit ihrem 58 Meter hohen Turm bildete die Kirche einen besonderen Akzent am Sophienblatt. Nach der Beseitigung des Stadtklosters 1909 schloss sie den dadurch entstanden Platz an der westlichen Bahnhofseite gegen den St.-Jürgen-Friedhof ab. Als Grundform des Baus diente eine kreuzförmige Basilika. Zum Sophienblatt erhielt sie den Vorbau einer Eingangshalle, die die Zugluft abhielt und die Straßengeräusche dämpfte. Zur Bahnhofsseite diente ein Umgang hinter dem Chor ebenso der Lärmminderung. Zwischen Kirche und Hauptbahnhof befand sich noch ein Hof von etwa 10 Metern Breite, über den der Zugang zum St.-Jürgen-Friedhof führte.
Erster Organist der neuen Kirche wurde der Königliche Musikdirektor Heinrich Johannsen (* 30. Juli 1864 in Lauenburg; † 8. Februar 1947 in Eutin).
Am 17. Juli 1935 fand in der Kirche die erste Bekenntnissynode der Evangelisch-Lutherischen Landeskirche Schleswig-Holsteins statt. Die 94 Abgeordneten setzten sich aus 41 Pastoren und 53 Laien zusammen. Die Synode begann mit einer Andacht über Apostelgeschichte 4,19f  „Petrus aber und Johannes antworteten und sprachen zu ihnen: Urteilt selbst, ob es vor Gott recht ist, daß wir euch mehr gehorchen als Gott. Wir können's ja nicht lassen, von dem zu reden, was wir gesehen und gehört haben.“ und verstand sich als Teil der Bekennenden Kirche. Sie markiert damit in Schleswig-Holstein die faktische Spaltung mit den nationalsozialistischen Deutschen Christen.
Durch die Nähe zum Hauptbahnhof war die Kirche in besonderer Weise den massiven Luftangriffen auf Kiel im Zweiten Weltkrieg ausgesetzt. Am 5. April 1945 wurde sie endgültig ausgebombt. Die von Adolf Brütt geschaffene lebensgroße Christusfigur ging verloren, wurde aber 2008 in einem Magazin des Kieler Stadtarchivs wiedergefunden.
Im Zuge des Wiederaufbaus des Hauptbahnhofs und der Nachkriegs-Neuordnung seines Umfelds entschlossen sich die Verantwortlichen gegen einen Wiederaufbau der Kirche und zur Aufgabe des Friedhofs zugunsten der Verbreiterung der Straße Sophienblatt und eines Parkplatzes. Die Ruine wurde bis 1954 abgetragen.

Einladung zur Weihe 1904
Besucherandrang zur Weihe
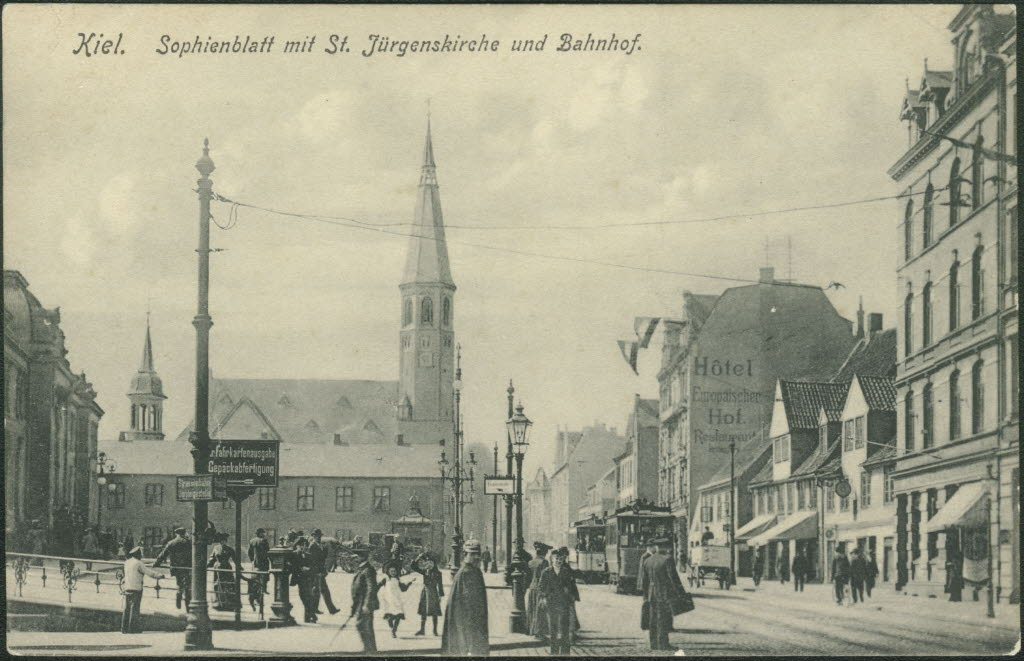
1905
Altarraum 1911
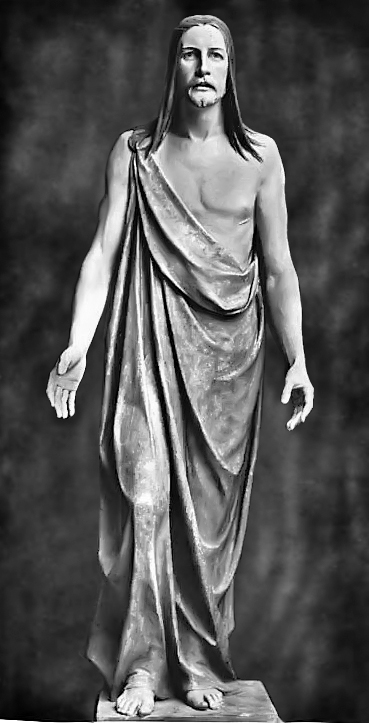
Christusstatue von Adolf Brütt (2008 wiedergefunden)
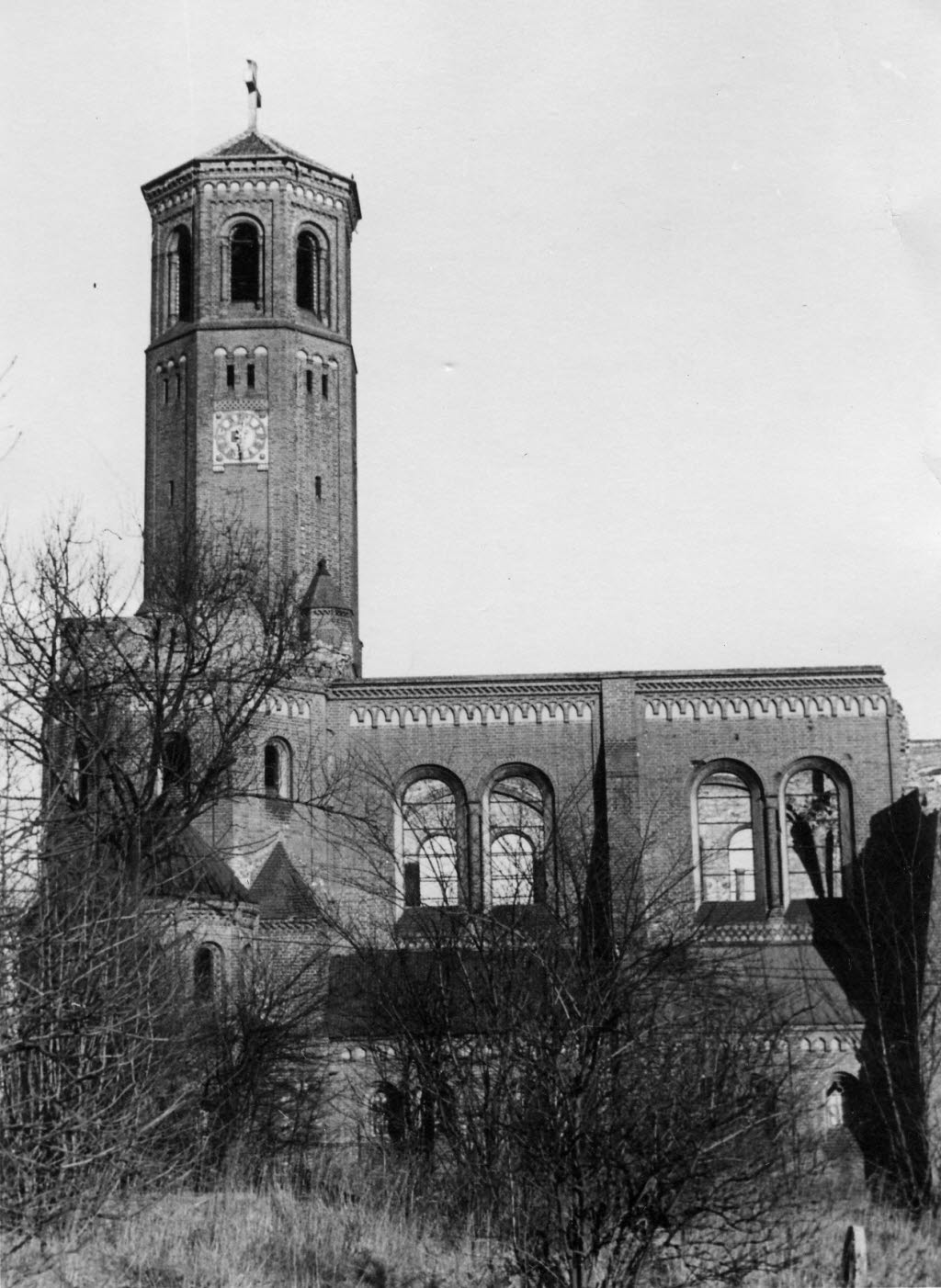
1952

### Die heutige St.-Jürgen-Kirche
Der heutige Bau am Königsweg wurde von dem Kieler Architekten Ernst Mackh entworfen. Es war der erste große evangelische Kirchenneubau nach dem Krieg in Kiel. Seine Einweihung durch Propst Hans Asmussen fand am 12. Dezember 1954 statt. In den Backsteinbau konnten einige Elemente aus der alten Kirche wie Türen und Bänke und sogar die Turmuhr und eine Glocke integriert werden. Der Taufstein kam später in die Jakobikirche.
Prägend für den Neubau sind das siebenbahnige, vielfarbige Apsisfenster, das an den Brand der Kieler Innenstadt und an die über allem aufleuchtende himmlische Herrlichkeit erinnert, sowie an den Seiten Kirchenfenster in der Form von zehn Ausrufezeichen.

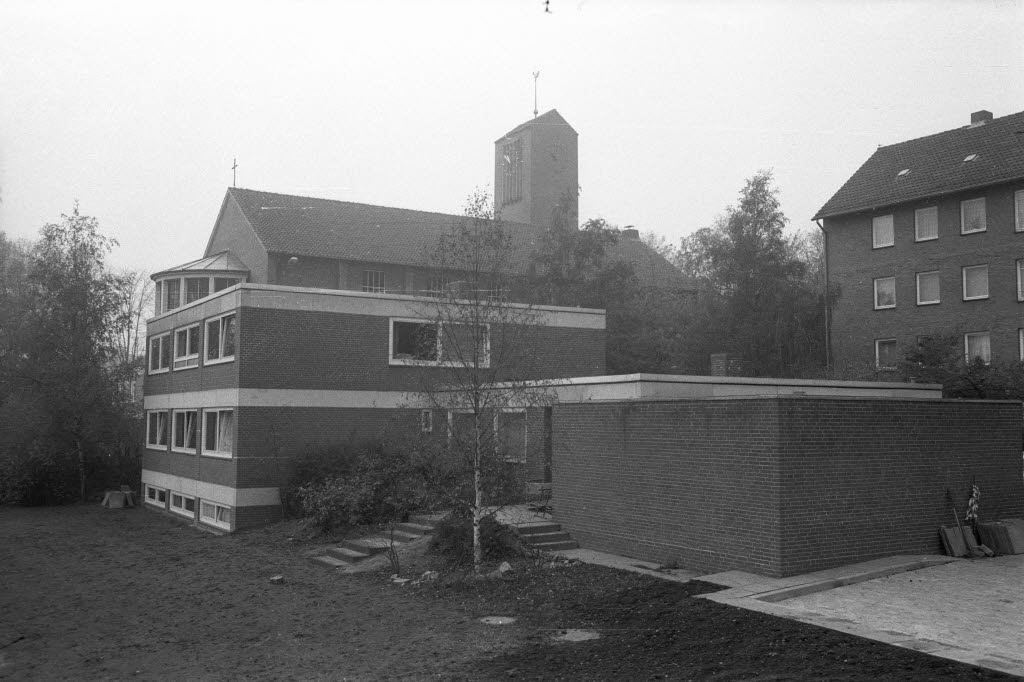
Das Gemeindehaus im Oktober 1976
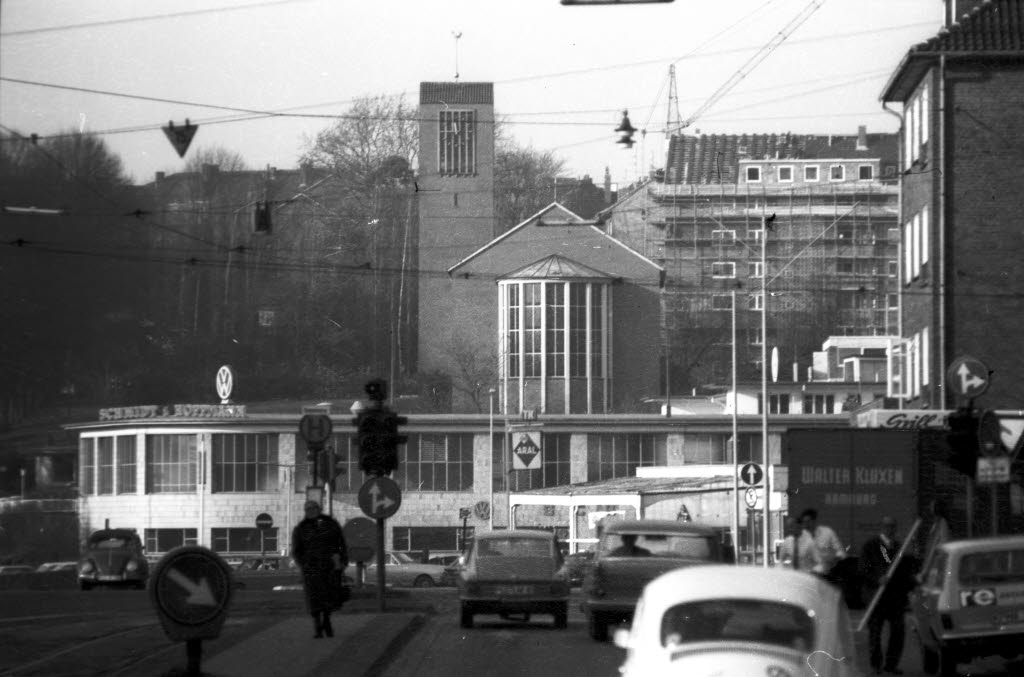
1970
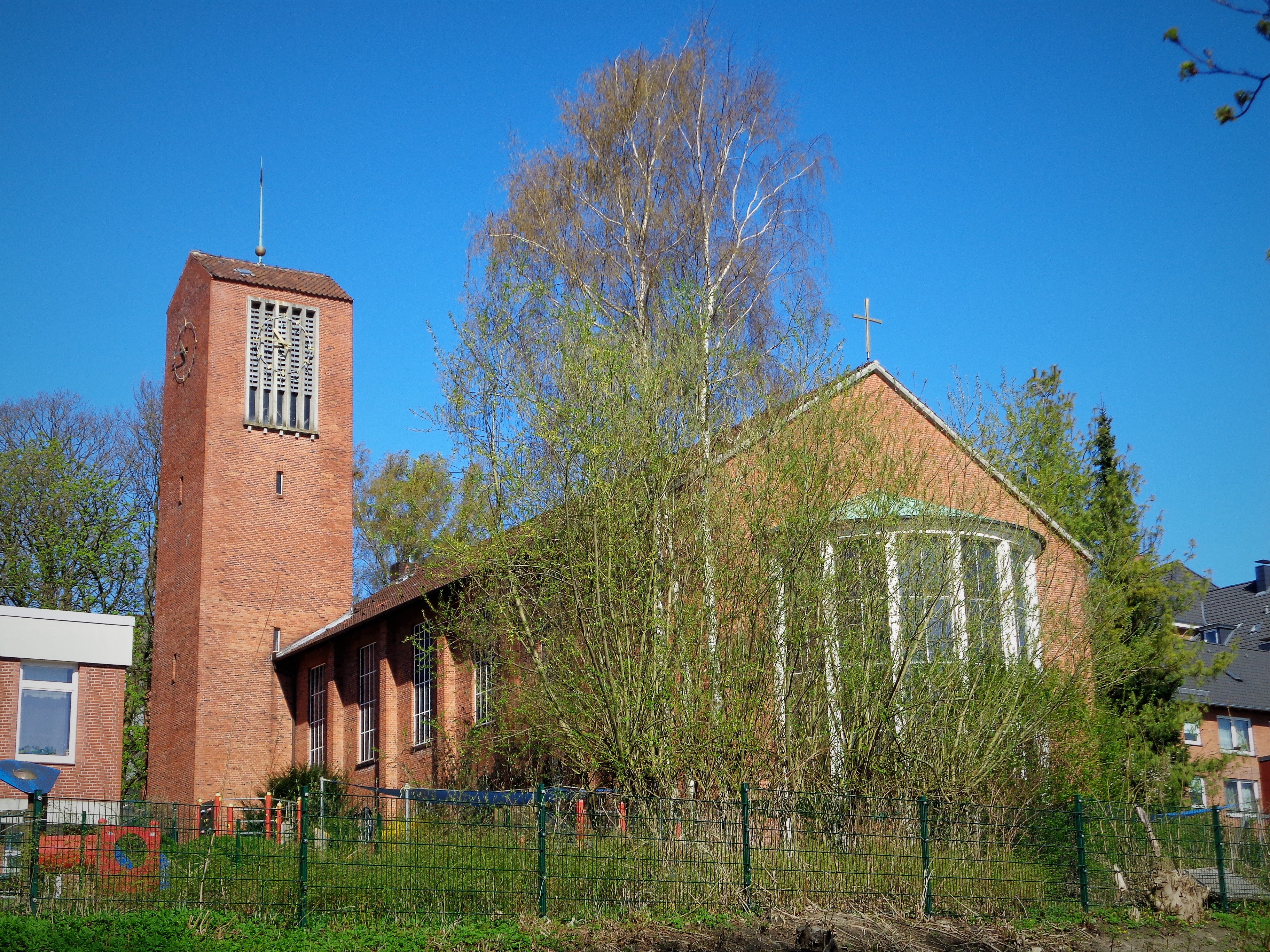
April 2018
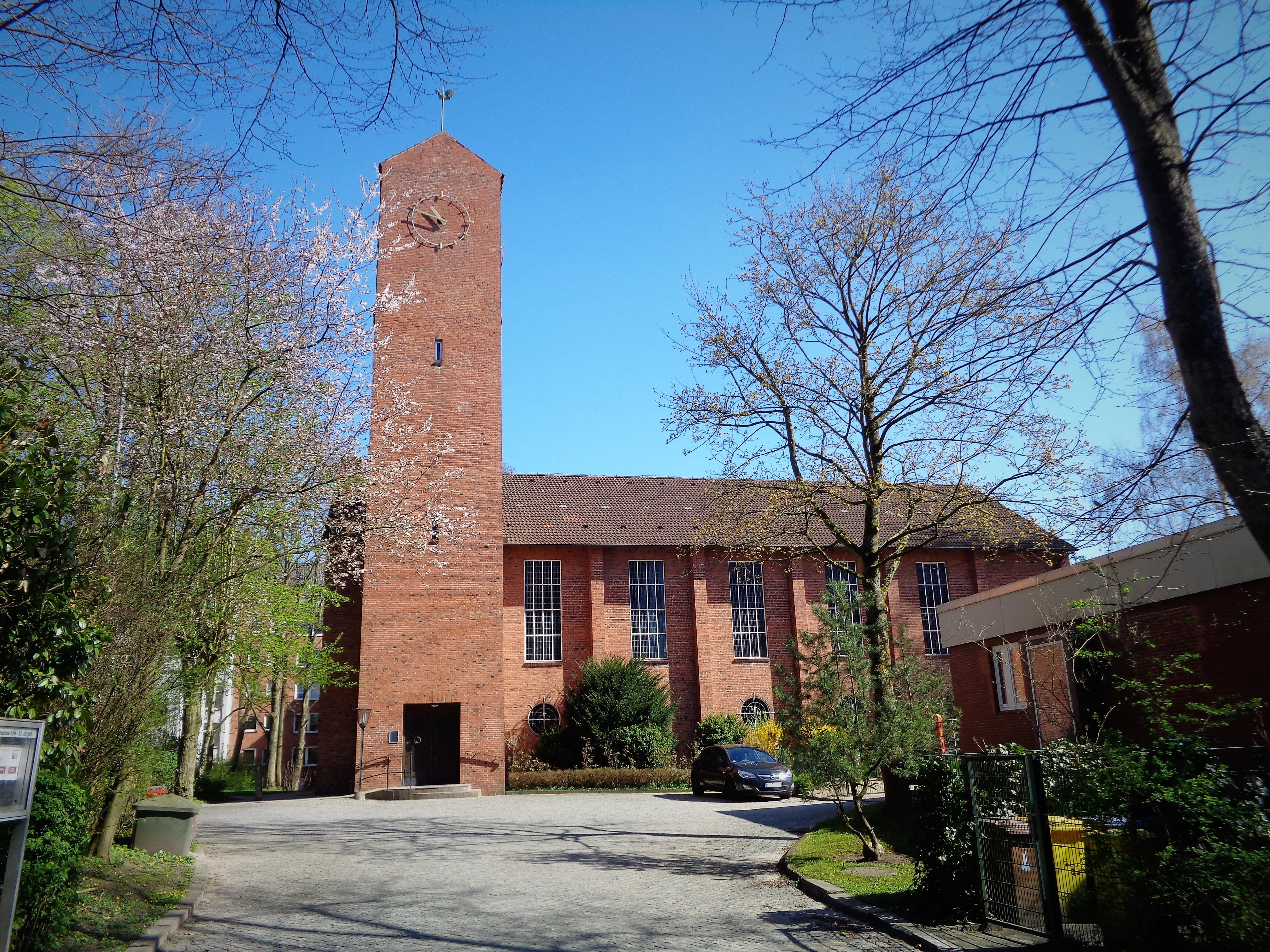
April 2018

### Glocken der heutigen Kirche
Im Turm hängen heute drei Glocken, die mittlere Glocke mit dem Schlagton fis' wurde aus der alten St.-Jürgens-Kirche übernommen. Die Schlagtöne der Bronzeglocken sind dis', fis' und gis'. 1955 wurden die große dis'-Glocke und die kleine gis'-Glocke zur alten Glocke hinzugegossen. In der Melodielinie erklingt das altkirchliche Te Deum.

## Gemeinde
Am 1. Januar 2005 schlossen sich die St.-Jürgen-, die Heilands- und die Vicelin-Gemeinde zur evangelisch-lutherischen Friedensgemeinde zusammen. Die Friedensgemeinde vermietet St. Jürgen und das Gemeindehaus seit dem 1. Januar 2023 an die Freie evangelische Gemeinde Kiel.

## Pastoren
- 1933–1940 Heinrich Kasch
- 1970–1988 Rolf Hagge
- 1972–1977 Wolfgang Puschmann